# Líders de la Majoria i Minoria del Senat dels Estats Units
Els líders de la majoria i minoria del Senat dels Estats Units són duos senadors que són triats pels congressos dels partits que tinguen la majoria i la minoria respectivament. Aquests líders serveixen com cap dels portaveus del Senat per als seus partits, i per administrar i programar l'activitat legislativa i executiva del Senat. Per regla general, el President dona al líder de la Majoria prioritat en l'obtenció de reconeixement a parlar per davant en el Senat.
El líder de la majoria habitualment serveix com el principal representant del seu partit en el Senat, i de vegades fins i tot en tot el Congrés si la Cambra de Representants i, per tant, el càrrec de President de la Cambra no està controlada pel partit de l'oposició.
Molts senats estatals en els Estats Units estan organitzats com el Senat dels Estats Units.